# Joachim von Sandrart
Joachim von Sandrart (født 12. maj 1606 i Frankfurt am Main, død 14 oktober 1688 i Nürnberg) var en tysk maler og kunsthistoriker.
Sandrart var elev af kobberstikkeren Aegidius Sadeler i Prag; denne rådede ham til at blive maler, og Sandrart drog til Utrecht og gik i lære hos Gerard van Honthorst. Efter talrige rejser viden om og et ophold i Italien, hvor han allerede vandt ry og arbejdede for paven, vendte han 1635 tilbage fra Italien til sin fødeby, derefter opholdt han sig i længere tid i Amsterdam, endvidere på sit gods Stockau ved Ingolstadt, og gentagne gange i Nürnberg, hvor han fra 1674 levede til sin død, og hvis nystiftede akademi han omfattede med varm interesse. Sandrarts hovedværk må være hans store portrætbillede Gesandternes festmåltid, som han malede i 1649 i rådhuset i Nürnberg til minde om den westfalske fred året før. Hans ry var i samtiden overordentlig stort, og han modtog fra de højeste personer alle mulige udmærkelser. Nu er det dog ikke hans billeder, der bevarer hans navn, men derimod hans store kunsthistoriske værk: Teutsche Academie der edlen Bau-Bild und Mahlerey-Künste, Nürnberg, 1675, der er et hovedværk i kunsthistorien, idet det indeholder en mængde stof, som han har samlet på sine mange rejser, der bragte ham i personlig forbindelse med talrige kunstnere.